# Ajakansaari
Ajakansaari är en ö i Finland. Den ligger i sjön Ajakka och i kommunen Kuusamo i den ekonomiska regionen  Koillismaa  och landskapet Norra Österbotten, i den nordöstra delen av landet, 700 km norr om huvudstaden Helsingfors. Öns area är 0,4 hektar och dess största längd är 140 meter i sydväst-nordöstlig riktning.